# Bohne

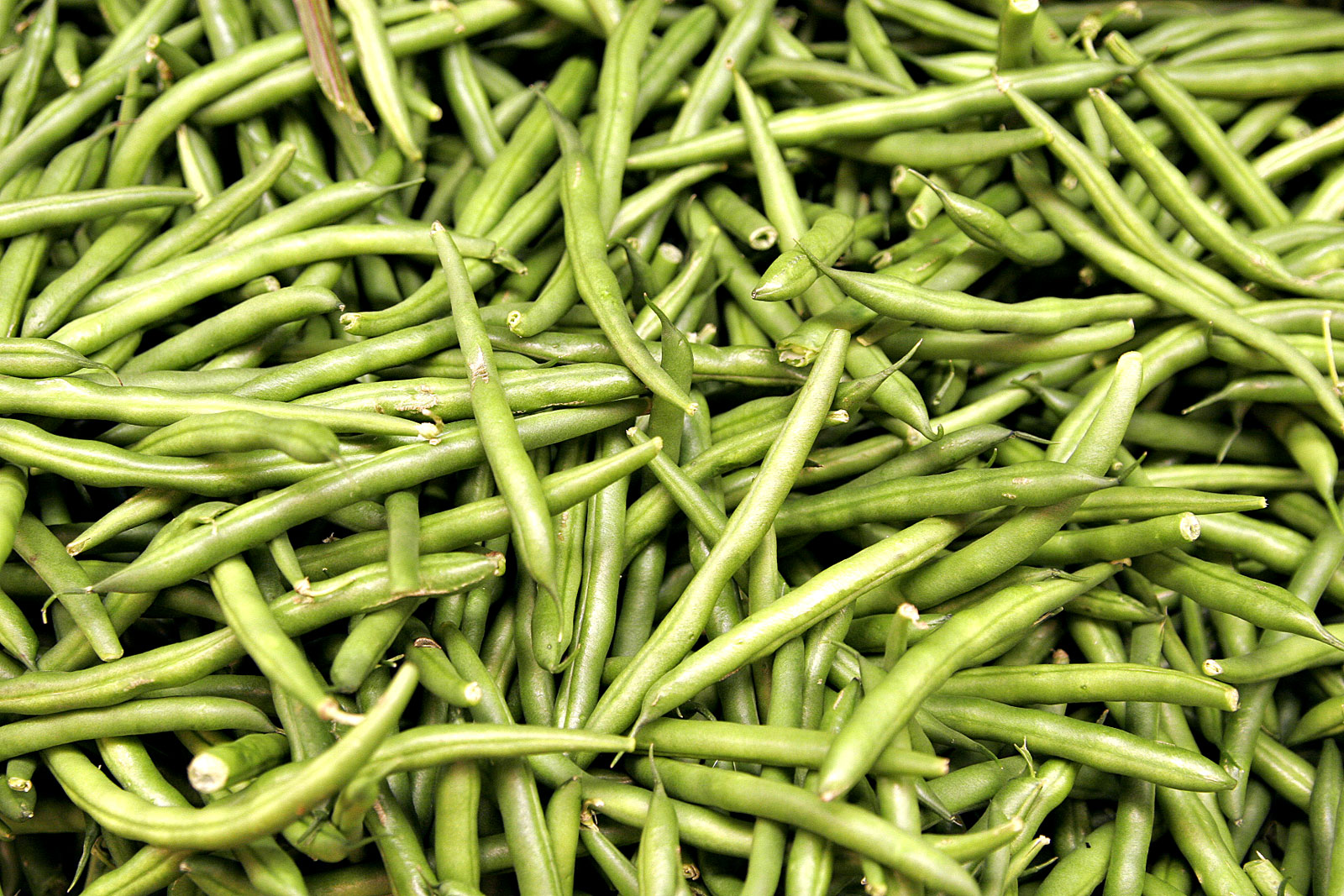
Unreife Hülsen der Gartenbohne („grüne Bohnen“)

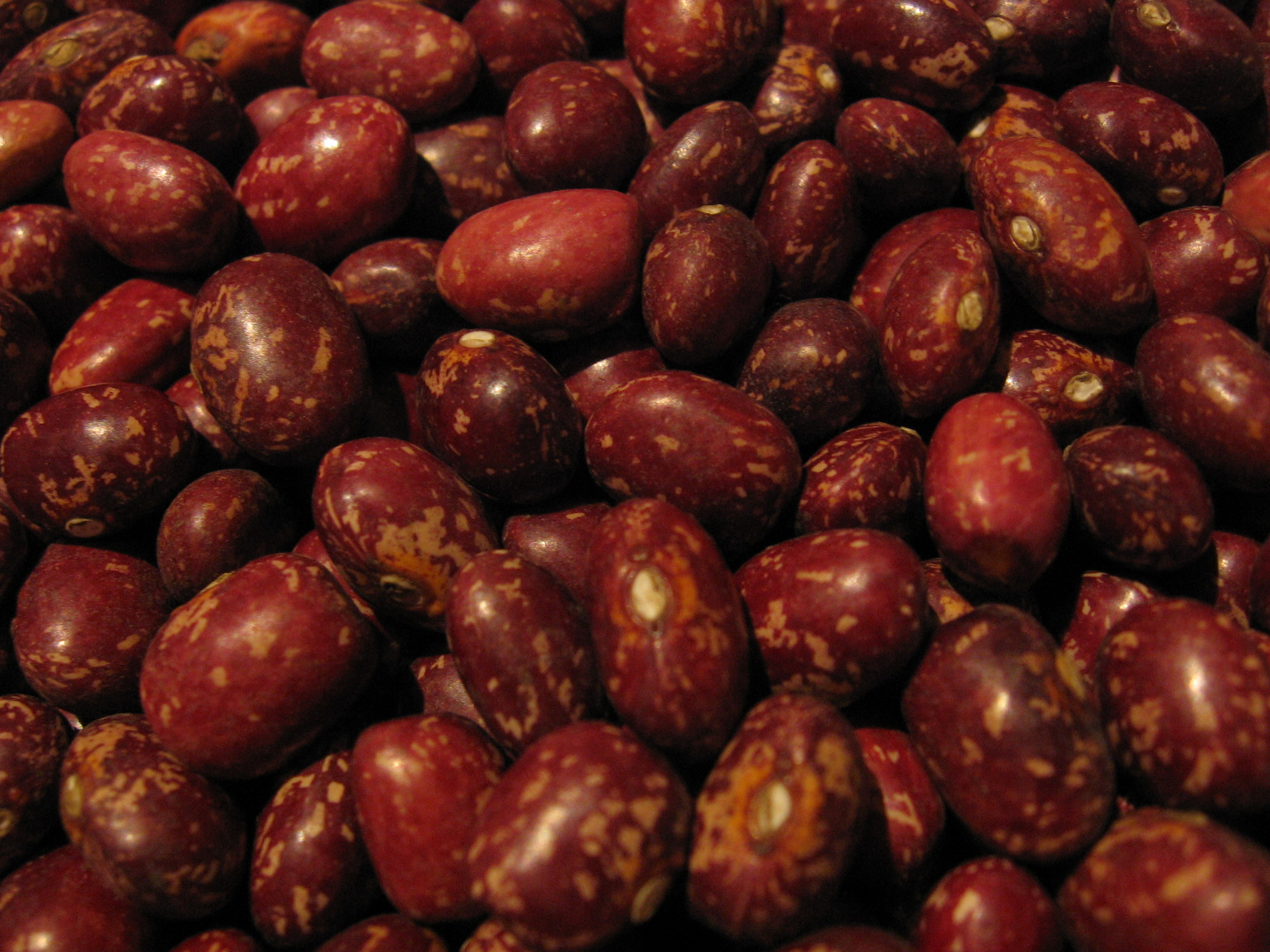
Dunkle Bohnensamen (Pintobohne)

Als Bohne bezeichnet man sowohl die runden, teils länglichen oder nierenförmigen Samen als auch die sie umgebende Hülse mitsamt den eingeschlossenen Samen (zum Beispiel Grüne Bohnen, Prinzessbohnen, Ackerbohnen, auch von der Linsen-Wicke) und ebenfalls die gesamte solche Samen bildende Pflanze aus der Familie der Hülsenfrüchtler (Fabaceae oder auch Leguminosae). Es gibt zahlreiche Gattungen und Arten von Pflanzen mit unterschiedlicher Herkunft und unterschiedlichen Eigenschaften und Verwendungszwecken, die alle als Bohnen bezeichnet werden. Verschiedene Bohnen sind bedeutende Nutzpflanzen. Die wichtigsten Bohnen in Mitteleuropa sind die Samen der Gartenbohne (Phaseolus vulgaris). 
Manche Bohnenarten enthalten giftige Lektine (z.B Phaseolin), die durch Garen zerstört werden. Sie sollten deshalb nicht roh gegessen werden.

## Bohnenpflanzen
Die als Bohne bezeichneten Pflanzen gehören fast alle zur Tribus Phaseoleae in der Unterfamilie der Schmetterlingsblütler (Faboideae).
Die verschiedenen Bohnenarten sind nach Gattungen aufgeführt und soweit möglich nach ihrem geographischen Ursprung geordnet.

### Asien, Europa und Afrika

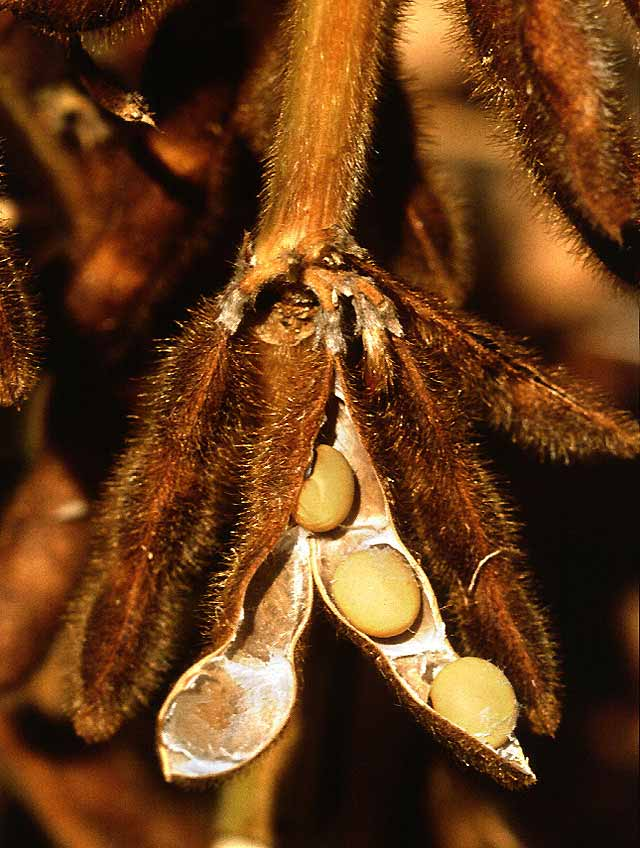
Reife Hülse der Sojabohne

Die traditionelle europäische Bohne ist:
- Vicia faba L., Ackerbohne, lateinisch Faba, auch als Puffbohne, Saubohne, Pferdebohne oder Dicke Bohne bekannt. 
 Sie gehört nicht zur oben genannten Tribus Phaseoleae, sondern zur Tribus Fabeae (Syn.: Vicieae), zu der auch die Erbse, die Kichererbse und die Linse gehören.

Eine der wichtigsten Nutzpflanzen, Ursprung in Ostasien:
- Glycine max (L.) Merill, Sojabohne, wird heute vor allem in Nord- und Südamerika angebaut

Viele Arten aus der Gattung der Vigna-Bohnen sind in Asien oder Afrika beheimatet. Speziell findet man:
- Vigna aconitifolia (Jacq.) Maréchal, Mattenbohne
- Vigna angularis (Willd.) Ohwi & H.Ohashi, Adzukibohne
- Vigna mungo (L.) Hepper, Urdbohne
- Vigna radiata (L.) R.Wilczek, Mungbohne
- Vigna subterranea (L.) Verdc., Bambara-Erdnuss
- Vigna umbellata (Thunb.) Ohwi & H.Ohashi, Reisbohne
- Vigna unguiculata (L.) Walp., Augenbohne. Von ihr werden drei Unterarten genutzt:
  - Vigna unguiculata subsp. cylindrica (L.) Van Eselt., Catjang-Bohne
  - Vigna unguiculata subsp. sesquipedalis (L.) Verdc., Spargelbohne
  - Vigna unguiculata (L.) Walp. subsp. unguiculata

- Vigna vexillata (L.) A. Rich. (kein deutscher Name)

Ursprung wahrscheinlich in Indien:
- Cajanus cajan (L.) Millsp., Straucherbse, heute in den Tropen weit verbreitet

Ursprung in Asien oder Afrika:
- Cyamopsis tetragonolobus (L.) Taub., Guarbohne, aus der Guargummi gewonnen wird, Hauptanbaugebiete Indien und Pakistan

Weniger bekannt sind die folgenden afrikanischen Arten:
- Macrotyloma geocarpum (Harms) Maréchal & Baudet, Erdbohne
- Macrotyloma uniflorum (Lam.) Verdc., Pferdebohne
- Psophocarpus tetragonolobus (L.) DC., Goabohne
- Sphenostylis stenocarpa (Hochst. ex A.Rich.) Harms, Afrikanische Yambohne
- Lablab purpureus (L.) Sweet, Helmbohne, Faselbohne, Lablab-Bohne

### Amerika

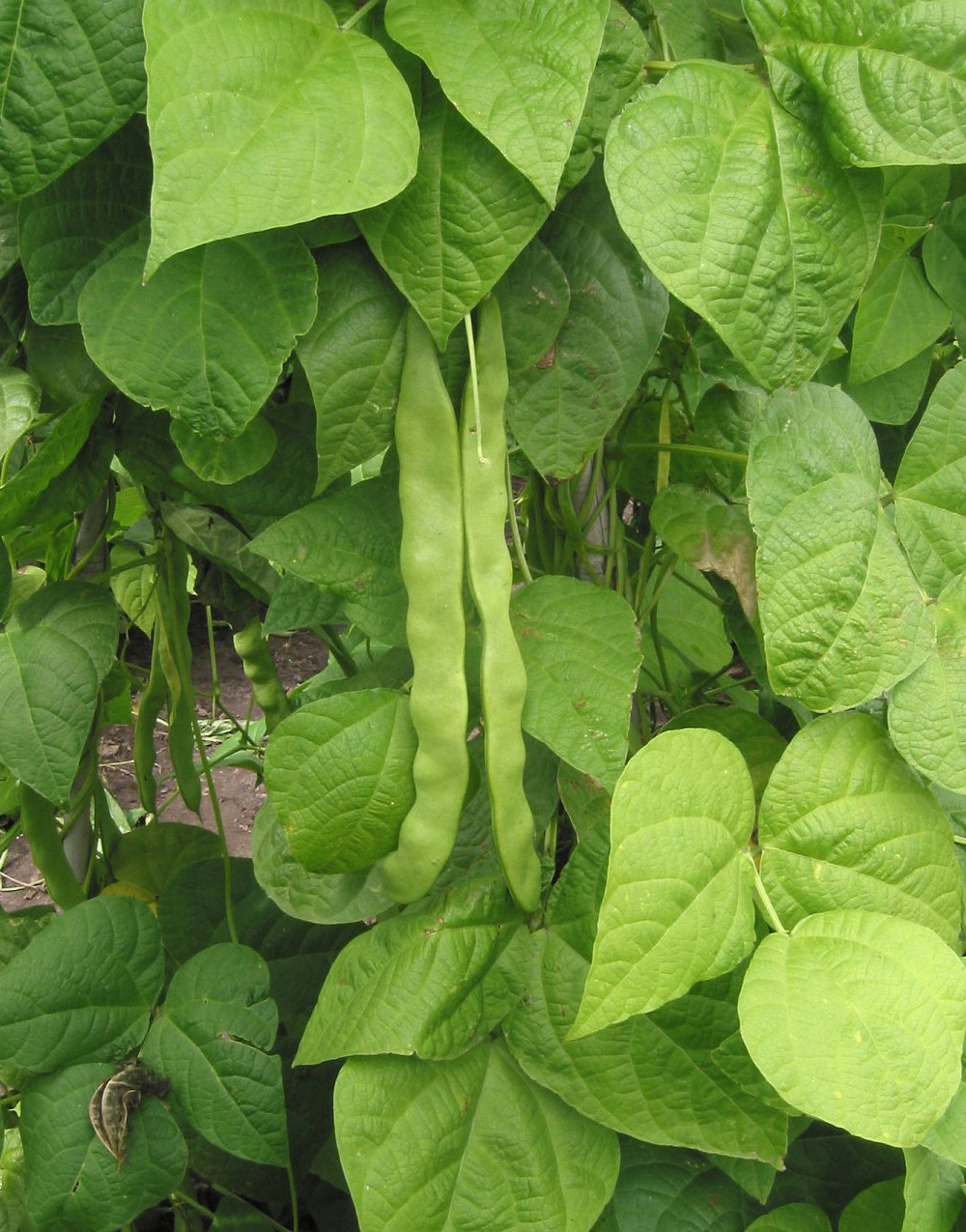
Gartenbohne

Viele der bekannten Arten stammen aus der Neuen Welt:
- Phaseolus vulgaris L., Gartenbohne
- Phaseolus lunatus L., Limabohne, Mondbohne
- Phaseolus acutifolius A. Gray, Teparybohne
- Phaseolus coccineus L., Feuerbohne, in Österreich auch Käferbohne genannt

Die Gartenbohne ist die heute in Europa und Nordamerika hauptsächlich verwendete Bohne. Dazu zählen zahlreiche Sorten in verschiedenen Farben: grüne Bohne, gelbe Wachsbohne, weiße Bohne, rote Kidneybohne, gesprenkelte Pintobohne etc. (siehe Gartenbohne#Sorten). Zuvor wurde in Europa die Ackerbohne (Vicia faba) gegessen.
Andere traditionelle Bohnenpflanzen der Neuen Welt, von denen aber nur deren Wurzel ungiftig zu sein scheint und verzehrt wird, sind:
- Pachyrhizus ahipa (Wedd.) Parodi, Andine Knollenbohne
- Pachyrhizus erosus (L.) Urb., Yambohne
- Pachyrhizus tuberosus (Lam.) Spreng., Knollenbohne

### Gemischte Herkunft
- Canavalia ensiformis (L.) DC., Jackbohne, Ursprung in Mittelamerika
- Canavalia gladiata (Jacq.) DC., Schwertbohne, Ursprung in der Paläotropis (Afrika oder Asien)